# Sacile

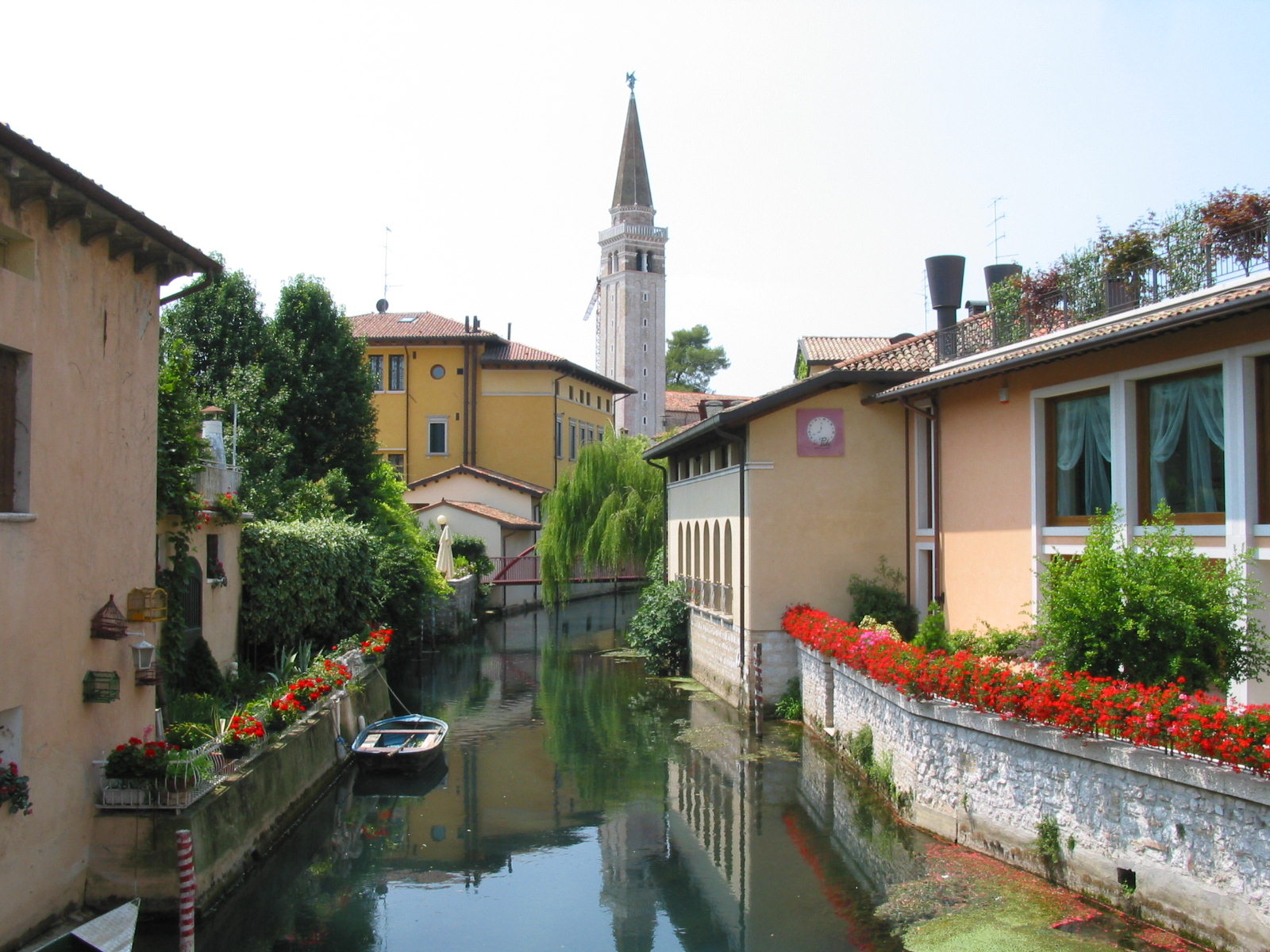
Sacile

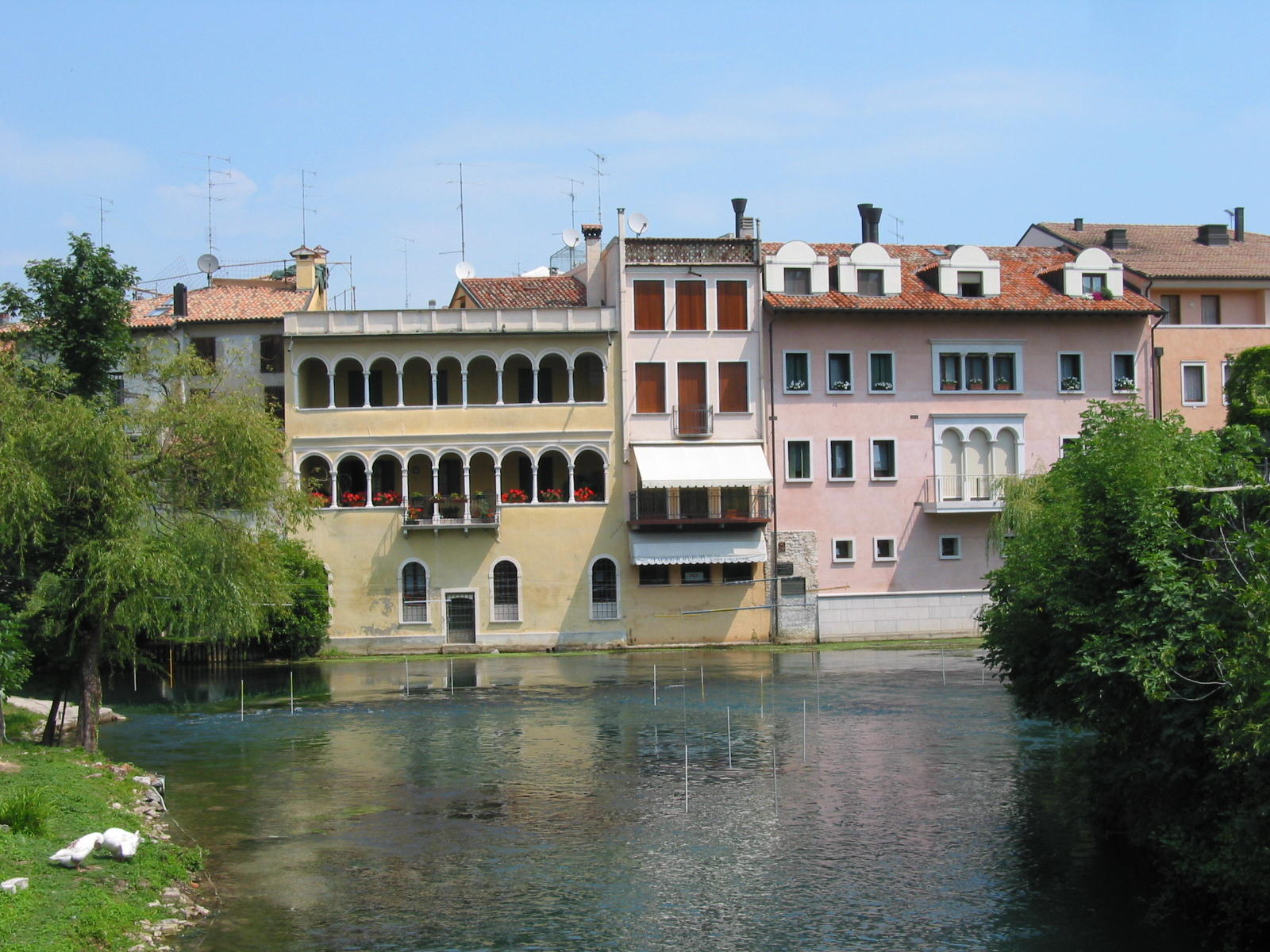
Zentrum

Die Gemeinde Sacile liegt in Nordost-Italien in der Region Friaul-Julisch Venetien. Sie liegt westlich von Pordenone und hat 20.030 Einwohner (Stand 31. Dezember 2023). Die Stadt wird aufgrund ihrer Ähnlichkeit zu Venedig durch Kanäle oft auch als Kleinvenedig oder Garten Venedigs bezeichnet.
Die Gemeinde umfasst neben dem Hauptort Sacile zehn weitere Ortschaften und Weiler: Camolli, Cavolano, Cornadella, Ronche, San Giovanni del Tempio, San Giovanni di Livenza, San Michele, Schiavoi, Topaligo, Villorba und Vistorta.

## Geschichte
Nach dem Erdbeben von Friaul 1348 gab es Berichte über schwere Schäden.
Die Schlacht bei Sacile (oder auch bei Fontanafredda) fand am 16. April 1809 während des Fünften Koalitionskrieges zwischen Österreich unter Erzherzog Johann und Frankreich unter Vizekönig Eugène de Beauharnais statt und endete mit einem Sieg der Österreicher.

## Sehenswürdigkeiten
- San-Nicolò-Dom, erbaut zwischen 1474 und 1496 von Beltrame und Vittorio da Como.
- Die Kirche San Gregorio sowie die Kirche Santa Maria della Pietà, erbaut 1611, die auch als Wahrzeichen der Stadt an der Livenza gilt.
- Im nördlichen Teil der Altstadt gelegen ist der imposante Palazzo Ragazzoni, benannt nach der venezianischen Familie, die hier einst gelebt hat.

## Verkehr
Der Bahnhof Sacile liegt am Abzweig der 1930 eröffneten Bahnstrecke Sacile–Pinzano von der Bahnstrecke Venedig–Udine. 1918 gab es zudem eine Heeresbahn nach Vittorio.

## Gemeindepartnerschaften
- La Réole, Frankreich, seit 2000
- Giffoni Valle Piana, Italien, seit 2011
- Novigrad, Kroatien, seit 2015

## Söhne und Töchter der Gemeinde
- Vincenzo Ruffo (um 1510–1587), Geistlicher, Kapellmeister und Komponist
- Giovanni De Sandre (1935–2025), Informatiker
- Ferruccio Furlanetto (* 1949), Sänger
- Daniele Del Ben (1962–1995), Radrennfahrer
- Denis Zanette (1970–2003), Radrennfahrer
- Enrico Gasparotto (* 1982), Radrennfahrer

## Nachbargemeinden
| Caneva          | Caneva                                      | Fontanafredda |
| Cordignano (TV) | Kompassrose, die auf Nachbargemeinden zeigt | Fontanafredda |
| Gaiarine (TV)   | Gaiarine (TV)                               | Brugnera      |